# Ankalagi, Bagalkot
Ankalagi là một làng thuộc tehsil Bagalkot, huyện Bagalkot, bang Karnataka, Ấn Độ.